# Динамо (футзальный клуб, Москва)
ФЗК «Динамо» — профессиональный российский футзальный клуб из Москвы. Участник чемпионата и кубка России по футзалу под эгидой Общероссийской федерации футбола в залах.

## Название
- 1992—2002 годы — ФЗК «Спартак» (не имеет отношения к одноимённому клубу, основанному в 2010 году).

## Достижения

### Национальные
Чемпионат России
- Чемпион (15): 1994, 1997, 1999, 2000, 2006, 2009, 2012, 2014, 2015, 2018, 2019, 2020, 2022, 2023, 2024
- Вице-чемпион (9): 1995, 2001, 2002, 2005, 2013, 2016, 2017, 2021, 2025
- Бронзовый призёр (3): 1996, 1998, 2007

Кубок России
- Обладатель (12): 1997, 1999, 2002, 2003, 2005, 2011, 2013, 2017, 2018, 2019, 2022, 2023
- Финалист (11): 1992, 2000, 2004, 2006, 2007, 2012, 2014, 2016, 2020, 2021, 2025

Суперкубок России
- Обладатель (3): 1999, 2001, 2005
- Финалист (1): 2000

### Мини-футбол
Первая лига, зона «Московская область» (Чемпионат Московской области)
- Чемпион (1): 2021[6][7]

### Международные
Лига чемпионов Европы
- Чемпион (1): 2018[8]
- Вице-чемпион (1): 2021[9]

Кубок европейских чемпионов
- Чемпион (6): 2001, 2002, 2003, 2007, 2008, 2009
- Вице-чемпион (3): 1998, 2013, 2014
- Бронзовый призёр (2): 1995, 2010

Кубок Европейского союза
- Чемпион (2): 2005, 2012
- Вице-чемпион (1): 2006

Суперкубок Европы
- Финалист (1): 2013

Межконтинентальный кубок
- Финалист (1): 2019[10][11][12] (1)